# TOI-2196
TOI-2196 (TIC 372172128 / TYC 9325-163-1) es una estrella enana amarilla a 860 años luz de la Tierra. Tiene una magnitud aparente de +12,3. Por sus características físicas, se puede considerar un análogo solar. En el año 2022 se detectó un planeta en órbita y otro planeta candidato.

## Sistema planetario
Usando el Satélite de Sondeo de Exoplanetas en Tránsito (TESS) de la NASA, un equipo internacional de astrónomos ha detectado un exoplaneta. El recién descubierto TOI-2196 b, resulta ser un tipo de subneptuno caliente.
Las observaciones encontraron que TOI-2196 b es tiene un radio 3,5 veces más grande que la Tierra y es 26 veces más masivo. Esto da una densidad de aproximadamente 3,31 g/cm3.
TOI-2196 b tiene un período orbital relativamente corto de alrededor de 1,2 días, lo que implica una temperatura de equilibrio alta de unos 1860 K. Por lo tanto, los astrónomos observaron que TOI-2196 b es un subneptuno caliente y representa el llamado desierto de los neptunos calientes.
Los astrónomos suponen que la estrella puede estar orbitada por otro objeto. Este cuerpo exterior puede ser un planeta gigante de gas cálido o frío, aunque no se puede excluir por completo una enana marrón o un compañero estelar de muy baja masa. 
| Acompañante (En orden desde la estrella) | Masa (MJ)        | Período orbital (días) | Semieje mayor (UA) | Excentricidad |
| ---------------------------------------- | ---------------- | ---------------------- | ------------------ | ------------- |
| TOI-2196 b                               | 0.082 (± 0.0041) | 1.1947268 (±8,4e-06 )  | 0.02234 (±0.0006)  | 0             |
| TOI-2196 c                               | 0.65             | 220.0                  | 0.717              | -             |